# Selidosema tamsi
Selidosema tamsi is een vlinder uit de familie spanners (Geometridae). De wetenschappelijke naam is voor het eerst geldig gepubliceerd in 1939 door Rebel.
De soort komt voor in Europa.